# Laurens (Iowa)
Pour les articles homonymes, voir Laurens.
Laurens est une ville du comté de Pocahontas, en Iowa, aux États-Unis. Elle est fondée en 1881 et incorporée le 30 avril 1890.